# Espectáculo de medio tiempo del Super Bowl LI
El espectáculo de medio tiempo del Super Bowl LI se llevó a cabo el 5 de febrero de 2017 en el Estadio NRG, ubicado en la ciudad de Houston, Texas, como parte de la 51.ª edición del Super Bowl. La cantautora estadounidense Lady Gaga fue la artista que encabezó la actuación y no contó con ningún invitado especial, siendo la segunda mujer que se presenta en el medio tiempo sola y apenas la cuarta solista en toda la historia. El espectáculo, el cual duró aproximadamente 13 minutos y tuvo un costo superior a los 10 millones de dólares estadounidenses, estuvo dirigido por sexto año consecutivo por el británico Hamish Hamilton. Durante la actuación, Gaga usó un overol confeccionado por Versace e interpretó algunos de sus mayores éxitos como «Just Dance», «Bad Romance» y «Born This Way». El inicio contó con una flota de más de 300 drones proveída por Intel, siendo la primera vez en la historia que estos son utilizados para un evento televisado.
En general, el espectáculo recibió buenos comentarios por parte de los críticos, que alabaron el registro vocal de la cantante y su energía en el escenario, con algunos destacándolo como uno de los mejores espectáculos jamás vistos en el Super Bowl, llegándolo a comparar con los ofrecidos por Michael Jackson en 1993, Prince en 2007 y Beyoncé en 2013. Además de ello, la actuación atrajo una audiencia de 150 millones en las diversas plataformas solo en los Estados Unidos, siendo, según la NFL, el evento musical más visto en la historia del país. Por otra parte, en los premios Emmy de 2017, recibió un total de seis nominaciones, más que ningún otro espectáculo de medio tiempo.

## Antecedentes y desarrollo

### Anuncio

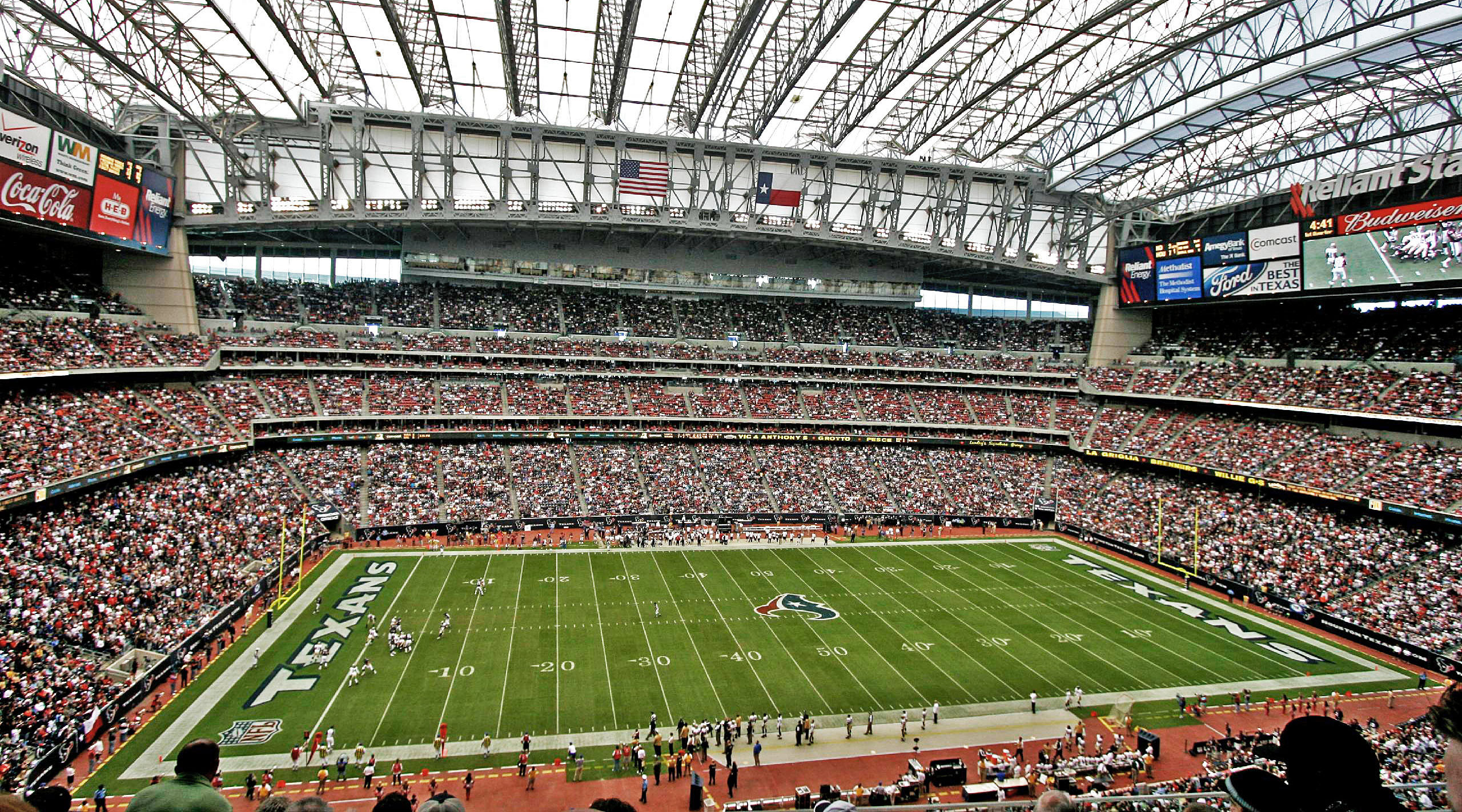
Estadio NRG, recinto escogido para albergar el Super Bowl.

A comienzos de agosto de 2016, varios medios informaron que la artista británica Adele estaba en pláticas con la National Football League (NFL) para la posible realización del espectáculo de medio tiempo del Super Bowl LI, el cual se había anunciado que tendría lugar el 5 de febrero de 2017 en el Estadio NRG de Houston, Texas, y que sería patrocinado por Pepsi. Un representante de la organización comentó que estaban haciendo todo lo posible para conseguir que Adele encabezara la actuación. Sin embargo, días más tarde durante uno de sus conciertos del Adele Live 2016 en Los Ángeles, la cantante comentó que se le había ofrecido realizar el espectáculo, pero rechazó la oferta argumentando: «Primero que todo, no voy a actuar en el Super Bowl... Quiero decir, vamos, ese espectáculo no tiene nada que ver con la música. Y no puedo bailar ni nada de eso. Los de la NFL fueron muy amables conmigo, me preguntaron, pero les dije que no. Lo siento. Tal vez en otra ocasión, con mi siguiente álbum, porque voy a hacer un álbum dance, así que quizá lo haga». No obstante, poco después tanto la NFL como Pepsi negaron estas afirmaciones diciendo que nunca le hicieron una oferta formal a Adele:

«La NFL y Pepsi son grandes seguidores de Adele. Hemos discutido con numerosos artistas sobre el espectáculo de medio tiempo del Super Bowl LI. Sin embargo, no le hemos hecho ninguna oferta formal a Adele ni a ningún otro artista. Estamos enfocados en realizar un buen espectáculo para Houston y esperamos con ansias revelar más detalles a su debido tiempo».

Tras el anuncio, varios medios comenzaron a especular otros posibles candidatos, entre ellos Eminem, Jennifer Lopez, Justin Bieber, Rihanna y Taylor Swift. Debido a su interpretación del himno nacional estadounidense en el Super Bowl 50, Lady Gaga también comenzó a ser considerada como posible candidata. El 18 de septiembre, numerosos medios confirmaron que en efecto, la artista encabezaría la actuación, pero la NFL negó dicha información al día siguiente. No obstante, el 29 de ese mes, Gaga confirmó a través de su cuenta de Twitter que sí sería la encargada del espectáculo, y también reveló la primera imagen promocional del evento. El 17 de enero de 2017, Billboard reveló que Gaga no contaría con ningún invitado especial, siendo la primera vez en siete años que un único artista se presenta en el espectáculo y apenas la octava ocasión en toda la historia del Super Bowl. Asimismo, Gaga sería la cuarta solista en encabezar la actuación sin invitados tras Paul McCartney, Michael Jackson y Diana Ross, y segunda mujer tras esta última, quien se presentó en el Super Bowl XXX, celebrado 21 años antes.

### Preparativos
Durante una entrevista para Fox el 2 de octubre de 2016, Lady Gaga afirmó que siempre había sido gran admiradora de los espectáculos de medio tiempo del Super Bowl, y que desde los 4 años estaba planeando cómo sería su actuación. Añadió además, que el mayor reto sería ofrecer algo nuevo a la audiencia, ya que el espectáculo se ha hecho en muchas ocasiones. Posteriormente, en una entrevista con Entertainment Weekly, expresó su deseo de llevar a cabo «la mejor actuación para los seguidores del fútbol americano, que son quienes ven desde sus casas». Aunque comentó que no había decidido aún el listado de canciones, dijo que quería que este estuviera compuesto de algunos de sus éxitos pasados, así como de sus temas más recientes. El 17 de enero de 2017, Pepsi comenzó a publicar breves clips del detrás de escena de los ensayos, donde se veía a la artista y a sus bailarines practicando numerosas coreografías.
El 27 de enero, Gaga ofreció una entrevista a la radio Mix 62.5 de Houston donde reveló que los ensayos principales no tuvieron lugar en el recinto en el que se llevaría a cabo el Super Bowl, sino que estos se realizaron en Hollywood Hills y posteriormente el equipo se trasladaría al NRG Stadium para adaptar el escenario y comenzar las pruebas de luces y cámaras. Asimismo, describió la actuación como un resumen de su carrera. En la rueda de prensa previa al evento, la cual tuvo lugar el 2 de febrero, la artista comentó que los temas principales de la actuación serían la igualdad y la unificación, debido a que Estados Unidos se encontraba en conflicto por la reciente elección de Donald Trump como presidente en las elecciones ocurridas en noviembre de 2016; sobre ello, dijo al día siguiente en una entrevista con una radio de Atlanta que no mencionaría a Trump durante el espectáculo puesto que este no tiene objetivos políticos.

## Actuación

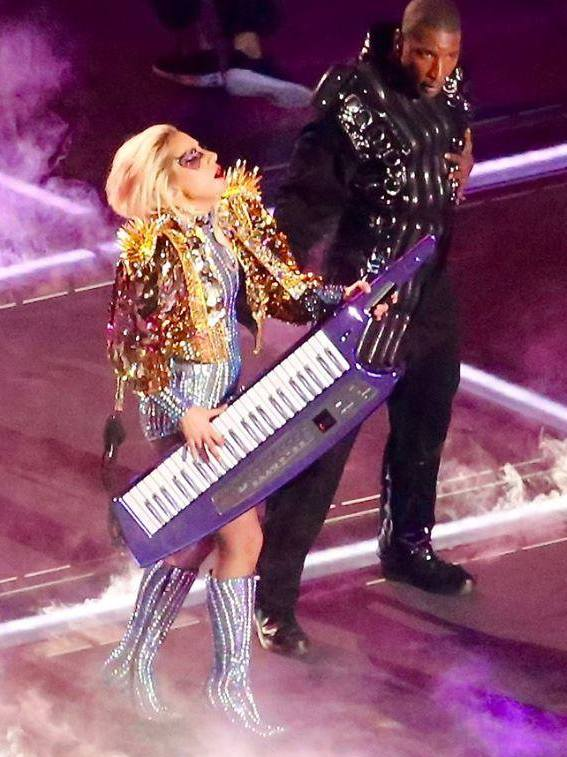
Gaga en el escenario principal cantando «Just Dance».

### Descripción
El espectáculo comenzó con Lady Gaga en el techo del Estadio NRG interpretando un popurrí de los temas «God Bless America» y «This Land Is Your Land» acompañada de más de 300 drones que creaban figuras en el cielo, entre ellas la bandera de los Estados Unidos. Tras ello, entró al recinto siendo suspendida por dos cables y, al aterrizar en el escenario principal, interpretó «Poker Face» seguida de «Born This Way». Durante este segmento, utilizó un overol plateado decorado con piedras moradas. Después de ello, cantó «Telephone» y se colocó una chaqueta dorada para presentar «Just Dance» mientras tocaba el keytar. Seguidamente, Gaga interpretó «Million Reasons» en un piano mientras la audiencia iluminaba el campo con antorchas fosforescentes y, tras esto, removió el traje principal y se colocó unas hombreras de fútbol americano blancas para interpretar «Bad Romance». La actuación concluye con Gaga arrojando el micrófono, lanzándose a la audiencia y un espectáculo de fuegos artificiales a las afueras del estadio.

### Producción
La tropa de drones, la cual se constituyó de más de 300 ejemplares individuales, fue proveída por Intel, y fue la primera vez en la historia que se utilizaron drones para un evento televisado. Cada ejemplar fue diseñado como un cuadricóptero con un peso de 28 gramos y una capacidad de vuelo de hasta 20 minutos. Además, cada uno venía con un led incrustado capaz de proyectar millones de colores y todos eran controlados por un mismo piloto, lo cual facilitó la sincronización. Por cuestiones de seguridad, la Comisión Federal de la Aviación de los Estados Unidos prohibió que los drones fueran controlados en vivo, por lo que las secuencias debieron grabarse antes del partido. Aunado a ello, los drones no podían volar dentro del Estadio NRG ni sobrevolar el mismo en un radio menor de 55.5 kilómetros por seguridad de aquellos que se encontraban preparando el recinto para el evento.
Ambos trajes utilizados por Gaga durante la actuación fueron confeccionados por Versace y las piedras incrustadas en los mismos fueron proveídas por Swarovski. Dado que la artista no tendría invitados especiales, el traje principal tenía que adaptarse a la mayor parte de la actuación y tenía que poder engancharse puesto que la presentación daría inicio con Gaga siendo suspendida. No obstante, el traje tenía que ser, al mismo tiempo, llamativo para los admiradores de la artista y tenía que darle suficiente libertad de movilidad para poder ejecutar las coreografías adecuadamente. En su análisis del traje, el diseñador Cameron Silver expresó que un traje de una única pieza fue ideal dado que podía cumplir con todos esos requisitos, y lo comparó con el atuendo usado por Beyoncé en su presentación de 2013 ya que «toda diva debe usar un overol».

## Recepción

### Audiencia e interacciones en las redes sociales
De acuerdo con FOX, cadena que transmitió el evento, la actuación atrajo una audiencia de 117.5 millones de personas solo en los Estados Unidos, siendo entonces la segunda más vista por televisión en la historia, únicamente detrás de la ofrecida por Katy Perry en el Super Bowl XLIX. Sin embargo, dicha cifra supuso un aumento del 2% respecto a audiencia que atrajo Coldplay con su actuación realizada un año antes en el Super Bowl 50. En sí, más personas vieron el medio tiempo realizado por Gaga que el partido en cuestión, el cual promedió 111.3 millones a lo largo de la noche, lo que significó una diferencia de 6.2 millones, la más amplia entre un medio tiempo y el partido en el Super Bowl. Días después del evento, la NFL confirmó que en sumatoria de todas las plataformas, la actuación fue vista por más de 150 millones de personas en los Estados Unidos, con lo que se convirtió en la más vista de la historia.
Durante la emisión de la actuación y los minutos posteriores, esta generó numerosas interacciones a través de las redes sociales. Momentos como Gaga descendiendo del techo y siendo cargada por uno de los bailarines dieron lugar a gran variedad de memes en Facebook, Twitter, Vine e Instagram. En Facebook, aproximadamente 396 000 interacciones sobre Gaga eran generadas cada minuto, mientras que en Twitter fueron enviados 2.2 millones de tuits a lo largo de la actuación. En los 10 minutos posteriores a esta, se enviaron otros 2.9 millones de mensajes a través de la red social, con lo que se totalizaron 5.1 millones de tuits en solo media hora. De acuerdo con la cuenta oficial de Twitter, la presentación de «Bad Romance» fue la que más mensajes generó, seguida por «Telephone» y «Born This Way».

### Comentarios de la crítica y reconocimientos
En general, el espectáculo tuvo buenos comentarios de parte de la crítica. El escritor Daniel Fienberg de The Hollywood Reporter habló favorablemente del registro vocal de Gaga, especialmente durante las interpretaciones de «This Land Is Your Land» y «Million Reasons». Maeve McDermott de USA Today alabó la energía y la ejecución de la coreografía a lo largo de la actuación. Por su parte, Daniel D'Addario de la revista Time aclamó la presentación diciendo que estuvo cargada de energía y la destacó como una de las mejores de la historia. Chris Chase de Fox Sports favoreció el hecho de que Gaga no tuviese invitados, ya que «dejó que su extravagancia hablara por sí sola», y también mencionó que el espectáculo fue uno de las mejores de la historia, estando a la altura de los ofrecidos por Michael Jackson, Prince, Beyoncé y Bruce Springsteen. Greg Kot de Chicago Tribune comentó que la presentación fue buena y fue visualmente llamativa. Kate Erbland de Indie Wire sostuvo que Gaga «mantuvo toda la gloria sobre ella» al ofrecer una presentación cargada de energía, con una increíble puesta en escena y grandes éxitos. Jon Pareles de The New York Times coincidió con los comentarios y afirmó que la artista llevó una «gran, diversa y colorida fiesta» al Super Bowl.
Distintas figuras públicas y celebridades como Katy Perry, Bruno Mars, Ellen DeGeneres, Nick Jonas, Chris Pratt, Pink, Mark Ruffalo, Ringo Starr, James Franco, Hillary Clinton, Ivanka Trump, Zac Efron y Ariana Grande alabaron la actuación y felicitaron a Gaga a través de sus redes sociales. Sin embargo, medios como Billboard, The Guardian, The Washington Post y Los Angeles Times criticaron el hecho de que la actuación careciera de momentos memorables y que Gaga desperdiciase la oportunidad para dar un mensaje político. Por otra parte, recibió seis nominaciones en los premios Emmy de 2017, con lo que impuso el récord del mayor número de nominaciones por un espectáculo de medio tiempo, superando a los de Beyoncé (2013) y Katy Perry (2015). Fue considerado en los campos de dirección, control de cámaras, iluminación, diseño de producción y mezcla de sonido.

## Impacto

### Comercial
Tras la actuación, Gaga vio un aumento considerable en sus ventas e índices de streaming a nivel mundial. De acuerdo con Nielsen SoundScan, en los Estados Unidos la artista vendió 150 000 copias de su material discográfico el día del evento, lo cual supuso un aumento del 1000% respecto al día anterior a este. De dicha cantidad, poco más de 125 000 fueron descargas de sus canciones, de las cuales 45 000 pertenecieron a «Million Reasons» (aumento del 900% respecto al día anterior), 13 000 a «Bad Romance» (aumento del 1525%), 12 000 a «Born This Way» (aumento del 2202%) y 10 000 a «Poker Face» (aumento del 1217%). Además, su catálogo de álbumes acumuló 23 000 descargas, con Joanne vendiendo 12 000 unidades (aumento 1077%) y The Fame Monster cerca de 6000. En la semana completa posterior al evento, Joanne se disparó hasta la segunda posición del Billboard 200 tras acumular 74 000 unidades entre copias vendidas y streaming de las canciones, mientras que The Fame reingresó en la sexta casilla con 38 000 unidades. Asimismo, Born This Way reingresó en el puesto 25 con 17 000 unidades y ARTPOP en el 174 con 5000.
Igualmente, «Million Reasons» reingresó al Billboard Hot 100 en la cuarta posición, siendo su puesto más alto alcanzado en el listado, además de haberse convertido en el décimo cuarto éxito top 10 de la artista en dicho conteo. En total, la canción vendió 149 000 copias digitales en la semana, hecho que también le permitió reingresar en la cima del Digital Songs, siendo el quinto sencillo de Gaga en liderar. El resto de las canciones interpretadas en el espectáculo también reingresaron al listado; «Born This Way» ubicó el puesto 7 con 41 000 descargas (aumento del 5292%), «Bad Romance» el 9 con 39 000 (aumento del 2753%), «Poker Face» el 14 con 34 000 (aumento del 2165%), «Just Dance» el 26 con 25 000 (aumento del 2718%) y «Telephone» el 39 con 20 000 (aumento del 3226%). En sumatoria, Gaga experimentó un aumento del 1219% en su rendimiento general, tomando en cuenta impacto radial, streaming y ventas, hecho que le permitió volver al primer lugar del Billboard Artist 100, listado que recoge a los artistas más exitosos en las listas de Billboard. Asimismo, Gaga consiguió vender 410 000 copias de sus canciones, lo que representó un aumento del 1850%, mientras que sus álbumes despacharon 135 000 unidades, lo cual supuso un incremento del 844%. Su catálogo completo de canciones acumuló un total de 41.8 millones de streams en suma de todos los servicios, lo que representó un aumento del 196%.
Por otra parte, en Pandora, servicio de streaming de Australia, Estados Unidos y Nueva Zelanda, Gaga tuvo un aumento de oyentes del 1391%, luego de que 24 000 usuarios ingresaran a su estación. El día del evento, «Just Dance» fue escuchada unas 34.08 millones de veces, lo que supuso un aumento del 12% respecto al día anterior, mientras que «Poker Face» fue oída 26.25 millones de veces (aumento del 10.5%), «Bad Romance» unas 15.4 millones de ocasiones (aumento del 15.4%), «Million Reasons» cerca de 15 millones (aumento del 1071%) y «Born This Way» aproximadamente 4.02 millones (aumento del 13.4%). En comparación con el aumento que tuvieron otros artistas en años pasados como Coldplay (225%), Bruno Mars (62%) y Beyoncé (60%), Gaga tuvo el mayor porcentaje de reproducciones. Caso similar ocurrió en Spotify, donde el catálogo completo de la cantante vio un incremento del 605% a nivel mundial. En el Reino Unido, la actuación provocó que Joanne ascendiera al puesto 11 del UK Albums Chart, mientras que The Fame Monster reingresó en el 38. En Canadá, Joanne volvió a alcanzar el segundo puesto de su listado oficial, mientras que The Fame reingresó en el 6 y Born This Way en el 25. En total, su catálogo de álbumes presentó un aumento del 735% y el de sus canciones de 985% en dicho país.

### Social y mediático
De acuerdo con el escritor Nico Land del sitio Salon.com, el medio tiempo de Gaga marcó un logro importante dentro de la comunidad LGBT, pues fue la primera vez en la historia que un artista hizo referencia a la misma durante su actuación, aludiendo a uno de los versos de «Born This Way» que menciona abiertamente a las personas homosexuales, transgénero, bisexuales y drag queens. Land concluyó: «Tratar asuntos LGBT en el escenario principal del Super Bowl sirvió como un poderoso mensaje de solidaridad hacia un gobierno que nos impone constantes retos». Asimismo, numerosos medios mencionaron que la interpretación de «This Land Is Your Land» fue una indirecta para el presidente Donald Trump y sus políticas inmigratorias, así como su plan de expansión del muro fronterizo entre Estados Unidos y México. Por otra parte, algunos escritores como Marguette Ward de CNBC mencionaron que la actuación supuso el regreso de Gaga a la escena musical, quien, según comentaron, había estado teniendo dificultades tras el rendimiento de su álbum ARTPOP (2013).

### Legado
| Año del listado | Realizado por | Título                                                                                                  | Posición | Ref.   |
| --------------- | ------------- | --- | -------- | ------ |
| 2018            | AXS           | Los 10 mejores espectáculos de medio tiempo del Super Bowl de todos los tiempos                         | 10       | [ 61 ] |
| 2018            | Billboard     | Los 10 mejores espectáculos de medio tiempo del Super Bowl de todos los tiempos                         | 6        | [ 62 ] |
| 2018            | CBS           | Medio tiempo del Super Bowl 2018: un listado de cada presentación, desde Prince hasta Coldplay          | 2        | [ 63 ] |
| 2018            | E!            | Los 10 mejores espectáculos de medio tiempo del Super Bowl de todos los tiempos                         | 3        | [ 64 ] |
| 2018            | Fuse          | Los últimos 18 espectáculos de medio tiempo del Super Bowl, listados                                    | 7        | [ 65 ] |
| 2018            | The Guardian  | Los 10 mejores espectáculos de medio tiempo del Super Bowl listados                                     | 3        | [ 66 ] |
| 2018            | USA Today     | Listado de todos los espectáculos de medio tiempo del Super Bowl, desde Michael Jackson hasta Lady Gaga | 1        | [ 67 ] |
| 2018            | Variety       | Las 10 mejores presentaciones en el espectáculo de medio tiempo del Super Bowl                          | 6        | [ 68 ] |
| 2018            | Vulture       | Todos los espectáculos de medio tiempo del Super Bowl desde 1993, listados de peor a mejor              | 10       | [ 69 ] |

## Lista de canciones
1. «God Bless America» / «This Land Is Your Land» (secuencia pregrabada)
2. «Poker Face» (incluye elementos de «The Edge of Glory»)
3. «Born This Way»
4. «Telephone»
5. «Just Dance»
6. «Million Reasons»
7. «Bad Romance»

Fuente: Billboard.

## Premios y nominaciones
| Año  | Premiación   | Categoría                                                                                   | Resultado | Ref.   |
| ---- | ------------ | ------------------------------------------------------------------------------------------- | --------- | ------ |
| 2017 | Premios Emmy | Mejor Programa Especial                                                                     | Nominado  | [ 48 ] |
| 2017 | Premios Emmy | Mejor Dirección Musical                                                                     | Nominado  | [ 48 ] |
| 2017 | Premios Emmy | Mejor Mezcla de Sonido para un Especial de Variedades                                       | Nominado  | [ 48 ] |
| 2017 | Premios Emmy | Mejor Diseño de Producción para un Especial de Variedades, No-Ficticio, Evento o Premiación | Nominado  | [ 48 ] |
| 2017 | Premios Emmy | Mejor Diseño y Dirección de Luces en un Especial de Variedades                              | Ganador   | [ 48 ] |
| 2017 | Premios Emmy | Mejor Dirección, Control de Cámara y Vídeo en una Miniserie, Película o Especial            | Nominado  | [ 48 ] |